# Kloster Bethlehem (Bergheim)

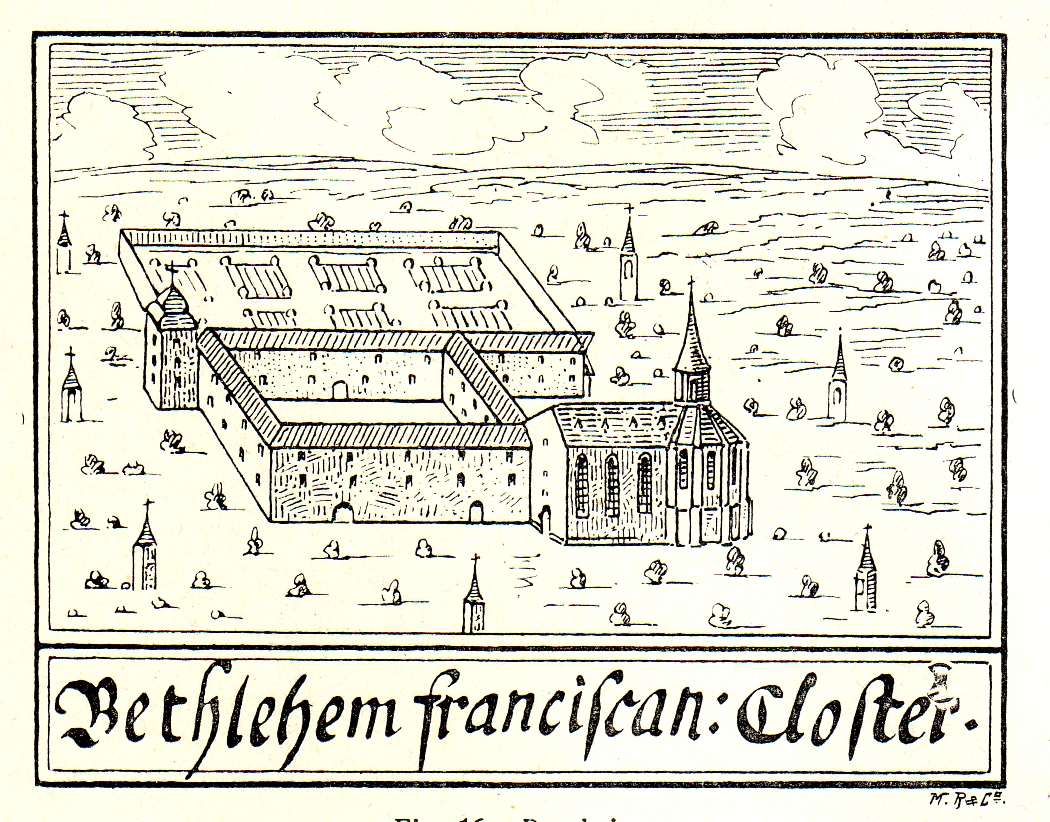
Kloster Bethlehem im Codex Welser, 1723

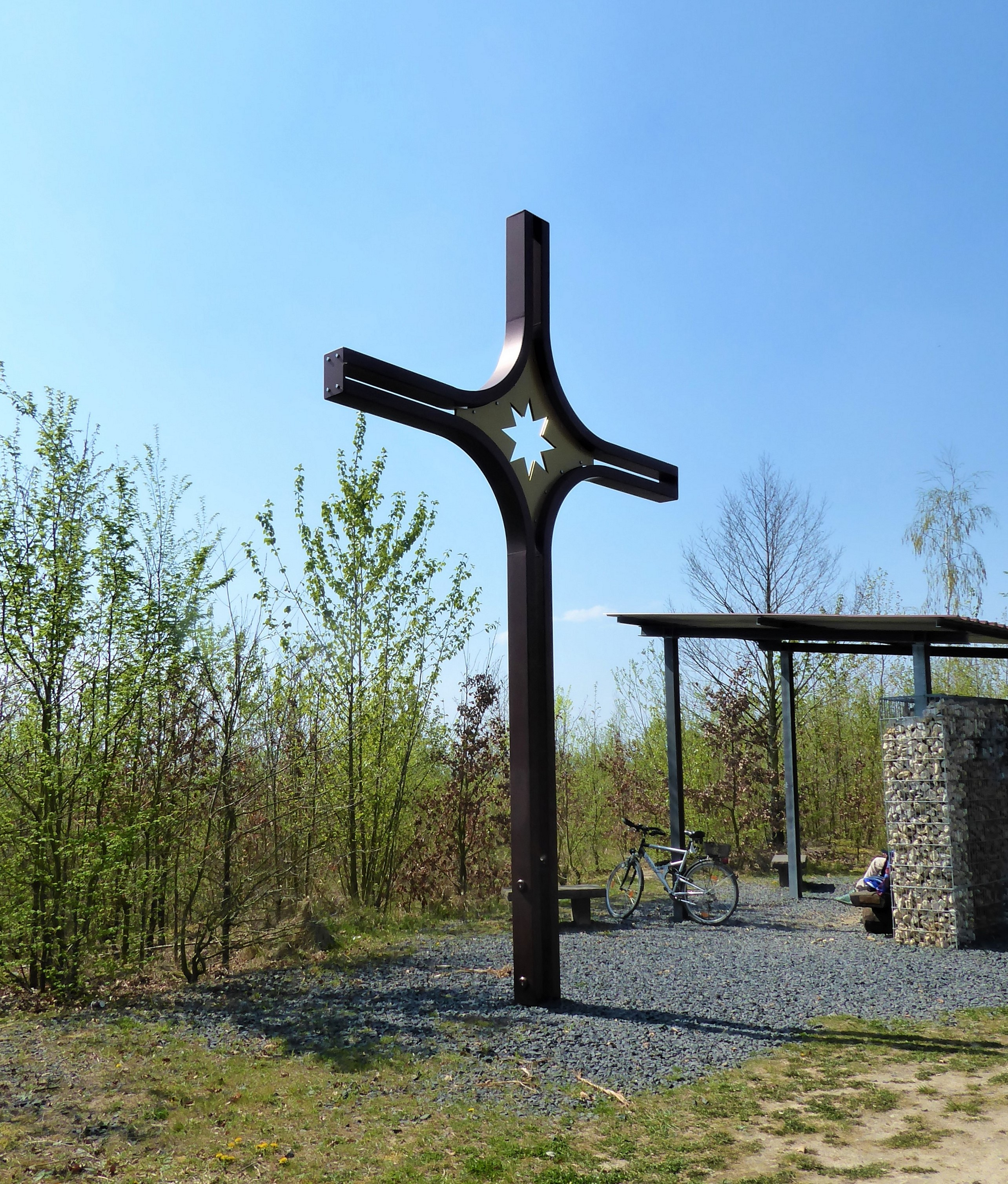
An das Kloster erinnert das Gipfelkreuz Bethlehemer Höhe, ehemaliger Tagebau Bergheim

Das Kloster Bethlehem war ein 1648 gegründetes und 1655 eingeweihtes Franziskanerkloster im Wald der Ville 1,5 km südwestlich von Oberaußem bei Bergheim im Rheinland. Es wurde 1806 niedergelegt. Auf dem Gelände entstand 1898/99 eine Niederlassung der Elisabethinnen mit gleichem Namen, die bis 1964 Bestand hatte und 1967 wegen des dortigen Braunkohleabbaus abgerissen wurde.

## Vorgeschichte
Um das Jahr 1500 errichtete der historisch bezeugte Förster Jakob Kremer ein Holzkreuz und erbaute eine kleine Kapelle für ein Gnadenbild am Ort eines Hostienfrevels im Wald. Schon damals hieß der Ort vermutlich Bethlehem (Haus des Brotes/Hostie). Der Überlieferung zufolge baute Kremer nach einer Vision für das Gnadenbild eine Holzkapelle nahe der alten Straße Frankfurt–Köln–Aachen (auf der Karte Ichendorf–Thorr–Gruben). Da sich die Nachrichten von Wunderheilungen an dem Ort verbreiteten, wurde die Kapelle um 1520 Ziel zahlreicher Wallfahrten, besonders nachdem die Pest in der Gegend grassiert hatte. 1608 wurde die mittlerweile verfallene Kapelle auf Anordnung von Herzog Johann Wilhelm als Ziegelbau neu und größer errichtet. Zur Betreuung des Heiligtums, das sich großen Zulaufs erfreute, wurden 1637 Franziskaner-Rekollekten dorthin berufen. Sie wohnten zunächst in Bergheim nahe der Georgskapelle. Der tägliche mühsame Weg bewog sie, eine Klostergründung nahe dem Gnadenbild zu beantragen. 1639 gab der Herzog dem statt, er stellte auch das Grundstück im herzoglichen Wald zur Verfügung.

## Franziskanerkloster

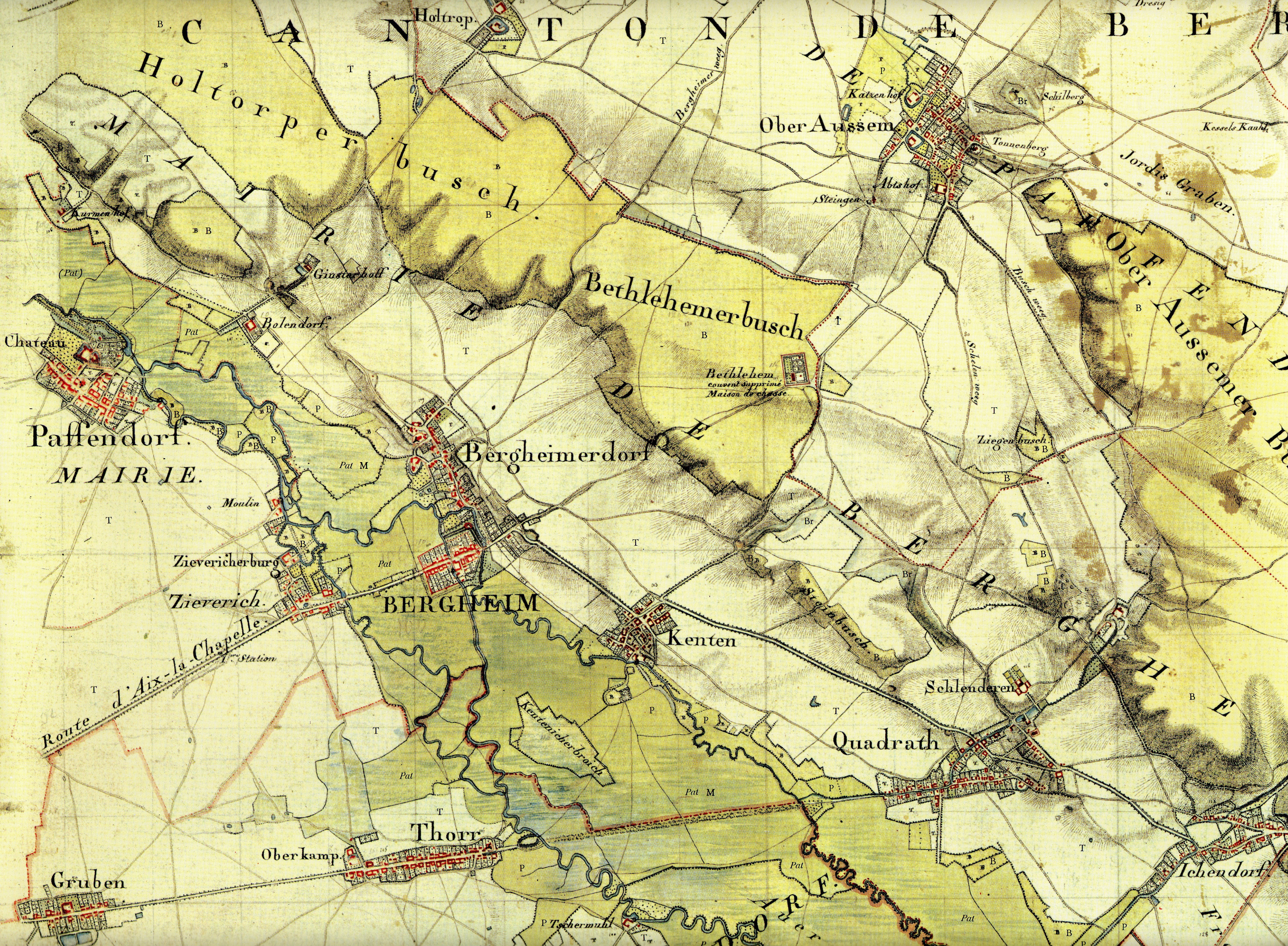
Tranchotkarte von 1807

1655 entstanden die ersten Klostergebäude, 1665 wurde die Kirche geweiht. 1720 entstand ein größerer Klostertrakt. Waren Anfang 1637 zwei bis vier Mönche für die Kapelle da, so war 1643 von 12 und 1664 von 16 die Rede. Hauptaufgabe war die Betreuung der Pilger: 1645 etwa 1000 und 1700 gar 20.000. Bis zum Ende des Klosters schwankten die Wallfahrten um etwa 50 pro Jahr und die Zahlen der kommunizierenden Wallfahrer zwischen 10.000 und 40.000.
1802 wurde das Kloster in der Franzosenzeit aufgehoben, die letzte Messe wurde im Juli gelesen. 1806 wurden das Kloster und die Kirche auf Abbruch verkauft, nur der neue Bau von 1720 und die die Anlage umgebende Mauer blieben erhalten. Bis 1835 diente das Gebäude noch als Bauernhof, nach Verpachtung des Besitzes verfiel das Haus. Das Gnadenbild gelangte auf Anordnung des Bischofs von Aachen Marc-Antoine Berdolet nach Bergheim, wohin die Wallfahrten fortgeführt wurden, die übrigen Statuen und Kultgegenstände wurden auf die benachbarten Kirchen verteilt. Auch einige der Mönche kamen dort als Pfarrer unter.
Das Epitaph des Grafen Erich-Adolph von Salm-Reifferscheidt († 1673), welches ursprünglich in Bethlehem aufgestellt war, findet sich noch heute in der Kirche des Nikolausklosters bei Jüchen.

## Elisabethinnen
1898 kauften die Elisabethinnen das Klostergrundstück vom Paffendorfer Baron von dem Bongard, der dieses seit 1835 besaß. 1899 wurde das Gut Bethlehem dazugekauft. Noch vor Weihnachten zogen die ersten Schwestern ein. Ein Teil der Gebäude wurde abgerissen, darunter die der Ökonomie. Die kirchliche Genehmigung zur Errichtung einer Niederlassung des Ordens in der Bürgermeisterei Bergheim erhielten die Schwestern vom Kölner Erzbischof Antonius Hubert Fischer am 25. Januar 1899. Zwecke waren
- die Betreuung und Pflege erholungsbedürftiger Mitschwestern und anderer Menschen und
- eine Haushaltungsschule für junge Frauen („Haushaltspensionat“).

Vor dem Kauf des Anwesens hatte man den Elisabethinnen ausdrücklich versichert, dass der in den Anfängen befindliche Braunkohle-Tagebau wohl kaum eine größere Entwicklung nehmen würde. Im September 1900 fand der erste öffentliche Gottesdienst im neu gegründeten Kloster statt. Die Reste des alten Klosters wurden schnell zu einem großen Anwesen mit Kapelle, Gärten und Park ausgebaut.
Infolge der um die Jahrhundertwende rasch voranschreitenden Industrialisierung mit ihrem steigenden Energiebedarf wuchs die Grube Fortuna rasch; ebenso wuchsen die benachbarte Bergarbeitersiedlung „Fortuna“ (auch um 1898 gegründet) sowie Oberaußem, Bergheim und andere benachbarte Dörfer.
Die Siedlung Fortuna hatte zunächst keine eigene Kirche; viele Gläubige kamen zur Sonntagsmesse ins Kloster. Erst 1921 bis 1923 wurde in Fortuna eine Kirche gebaut. Ihr Namensgeber war die hl. Barbara, die Schutzpatronin der Bergleute.
Die Kindergärten in Oberaußem und Fortuna wurden von 1920 bis 1939 von Schwestern aus dem Kloster geleitet. Die Nationalsozialisten verboten dies 1939.
Der Zweite Weltkrieg brachte für das Kloster große Umstellungen. Die Kraftwerke und die Braunkohlebetriebe in unmittelbarer Nähe des Ortes waren Ziel vieler Fliegerangriffe, das Kloster und der Ort nicht. Im Kloster wurde 1939 eine Flak-Einheit der deutschen Wehrmacht stationiert. Auf dem Dach des Klosters wurde ein Beobachtungsposten eingerichtet. Während der Fliegerangriffe auf die Kraftwerke Fortuna wurden die Bewohner zerstörter Häuser im Kloster untergebracht.
1944 verschärfte sich die Kriegslage im Westen immer mehr; das Kloster wurde immer mehr vom Militär belegt. Im Kloster selbst war ein ganzer Flakstab mit ranghohen Offizieren einquartiert; die Besatzung eines in der Nähe gelegenen Munitionshauses wurde im Kloster beköstigt. Als die Front näherrückte, wurden die Flüchtlingsströme durch Fortuna immer größer und länger. Man erwog auch, Kloster und Fortuna vollständig zu evakuieren. Der Kanonendonner wurde täglich lauter; die Front rückte immer näher an das Kloster und Fortuna heran. Vom Kloster sah man in Richtung Südwesten am Abend einen Himmel, der gerötet war vom Feuerschein von brennenden Dörfern und Gehöften.
Im Bethlehemer Wald mussten die Bewohner von Bergheim, Oberaußem und Fortuna Schützengräben ausheben; in den Dörfern wurden Panzersperren errichtet. Der Bergrücken von Bedburg bis Horrem sollte nach einem Befehl der deutschen Wehrmacht zu einer Verteidigungslinie ausgebaut werden. Das Kloster Bethlehem sollte hierbei Hauptstützpunkt sein. Das schnelle Anrücken der Amerikaner verhinderte diese Pläne. Der Flakstab zog sich eilig über den Rhein zurück. Nur eine kleine Besatzung musste im Kloster Bethlehem zurückbleiben, um, wie es hieß, die Verteidigung des Erftriegels zu gewährleisten. Mittlerweile rückten die Amerikaner von Elsdorf über die Erft weiter vor. Am 28. Februar 1945 rückten sie in Bergheim und Quadrath ein. Einen Tag später, am 1. März, kamen die Amerikaner früh morgens in den Bethlehemer Wald. Um das Kloster wurde hart und erbittert gekämpft. Da die Alliierten nicht wussten, wie stark der deutsche Widerstand sein würde, ging dem Vorrücken ein starker Artilleriebeschuss voraus. Die noch verbliebenen deutschen Soldaten, vor allem im Kloster, wehrten sich heftig, und es gab ein sinnloses Blutvergießen. Am Freitag, dem 2. März rückten die Amerikaner dann in das Kloster Bethlehem, in Fortuna und auch in Oberaußem ein; ein Oberleutnant und 12 Soldaten gaben sich gefangen. Das Kloster hatte stark gelitten. Es musste auf Befehl der Amerikaner vollständig geräumt werden und diente den Besatzungstruppen dann eine kurze Zeit als Unterkunft.
Nach dem Ende des Krieges normalisierte sich das Leben im Kloster Bethlehem recht schnell. Da sich dieses im Braunkohleabbaugebiet des Tagebaus Bergheim befand und Rheinbraun beschlossen hatte, die unter ihm lagernde Braunkohle auch abzubauen, wurde das Kloster 1964 vom Orden geschlossen und 1966 an Rheinbraun verkauft.
1967 wurden die Klostergebäude abgerissen. Das Klostergelände, der daran angrenzende Bethlehemer Wald und der Ort „Fortuna“ wurden in den 1980er Jahren 'weggebaggert'.